# Capodanno fiorentino
Il Capodanno fiorentino è una delle festività ufficiali del Comune di Firenze e si celebra il 25 marzo di ogni anno.
Tale festività ricorda che, per la città di Firenze, l'anno civile, fino al 1750, cominciava il 25 marzo, giorno in cui la Chiesa cattolica aveva collocato la festa dell'Annunciazione. La festa era stata collocata al 25 marzo in corrispondenza del nono mese antecedente la nascita di Gesù a indicare la sua Incarnazione.

## Storia
Nel 1582 entrò in vigore il calendario gregoriano che fissava l'inizio dell'anno al 1º gennaio, ma Firenze continuò a considerare il 25 marzo come il suo Capodanno.
Nel 1749, il Granduca Francesco III di Lorena (Francesco Stefano, imperatore col nome di Francesco I) impose la data del 1º gennaio come giorno ufficiale per l'inizio dell'anno.
La Festa del 25 marzo si celebra solennemente nella Basilica della Santissima Annunziata, fondata dai Servi di Maria nel XIII secolo.
Dal 2000 il Comune di Firenze ha inserito tale data nelle celebrazioni ufficiali e oltre alle feste religiose si tengono altre manifestazioni, mostre e concerti in tutta la città.
All'interno della loggia dei Lanzi, sulla parete destra guardando la loggia dall'esterno, è presente una targa che ricorda la riforma di Francesco III.